# El Tiemblo
El Tiemblo es un municipio y localidad española de la provincia de Ávila, en la comunidad autónoma de Castilla y León. El término municipal tiene una población de 4526 habitantes (INE 2024).

## Símbolos
El escudo y bandera municipales fueron aprobados por decreto el 17 de julio de 1995. El blasón en el que se basa el escudo heráldico municipal es el siguiente:

Dos escudos ovalados y acolados sobre cartela antigua, cimada de un guerrero y cerrada en punta de una cabeza de león. Primer escudo: En campo de azur, una torre de oro, terrazada de sinople, por la que asoma un niño rey, con cetro en la mano y coronado de oro, la terraza de sinople, con un toro de piedra, en su color. Segundo escudo: Cuartelado y cortado, 1.º y 4.º, de sinople, un aspa de oro. 2.º, de oro una granada abierta con dos hojas en su color. 3.º, en gules, una llave de oro. 5.º, de azur, una torre de oro. Timbrado el todo de la Corona Real Española.
Boletín Oficial de Castilla y León nº 150 de 7 de agosto de 1995

La bandera se describe como sigue:

Bandera rectangular, un metro de vaina, dos metros de vuelo, de azul con un monte verde, cuyas dimensiones en la parte norte o alta tendrá una separación de una sexta parte, de la misma manera en la parte sur, sin tocar los extremos; al centro, el escudo municipal, en sus colores.
Boletín Oficial de Castilla y León nº 150 de 7 de agosto de 1995

## Geografía

### Ubicación
El Tiemblo se encuentra situado en el entorno del río Alberche, entre el embalse de El Burguillo y el embalse de San Juan, al pie del embalse del Charco del Cura. El municipio es próximo a las localidades abulenses de El Barraco y Cebreros y a la madrileña de San Martín de Valdeiglesias. Está situado en la vertiente septentrional de la sierra de Gredos. Al suroeste se puede encontrar el alto del Mirlo, de 1725 metros; el cerro La Parra, de 1637; el cerro de la Encinilla, de 1604 metros; y el portacho de los Ballesteros, de 1305 metros, haciendo límite con Casillas, Rozas de Puerto Real y Navahondilla. Existen numerosos manantiales, arroyos y gargantas que vierten sus aguas al río Alberche.
| Noroeste: El Barraco                                            | Norte: Cebreros   | Noreste: Cebreros                                          |
| Oeste: El Barraco                                               |                   | Este: San Martín de Valdeiglesias (Comunidad de Madrid)    |
| Suroeste: Casillas y Rozas de Puerto Real (Comunidad de Madrid) | Sur: Navahondilla | Sureste: San Martín de Valdeiglesias (Comunidad de Madrid) |

### Medio ambiente

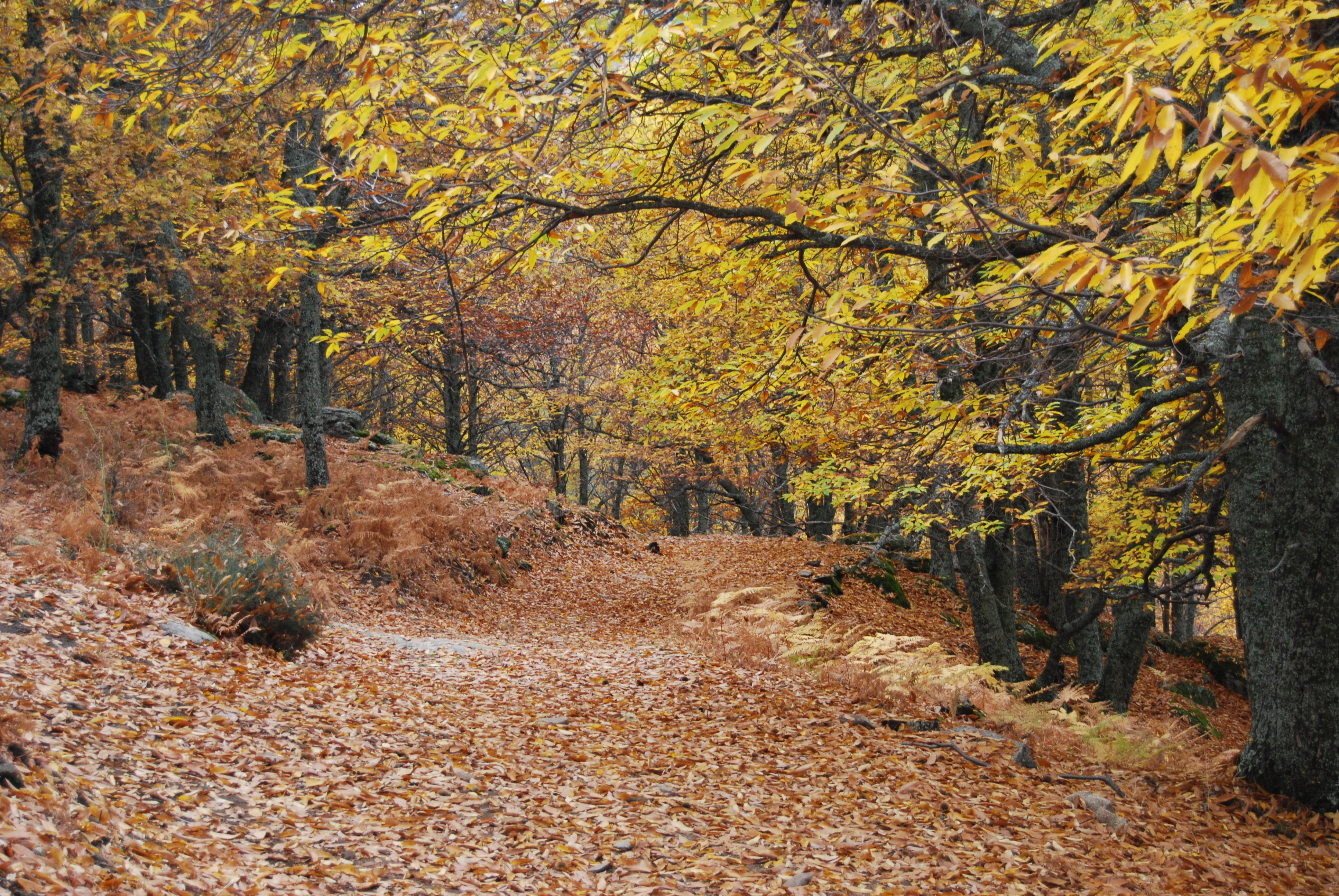
Castañar de El Tiemblo

Parte de su término municipal forma parte de la reserva natural del Valle de Iruelas, declarada ZEPA (Zona de Especial Protección para las Aves). En la misma se encuentra una importante colonia de buitres negros.
En dicha reserva se encuentra el castañar de El Tiemblo, un bosque de castaños que cuenta con un ejemplar centenario. Durante el otoño, con la caída de la hoja, es cuando más bonito se encuentra, acudiendo numerosos visitantes.
En la misma zona se encuentra el Pozo de la Nieve, cuyo fin principal parece ser que era llenarlo de nieve durante el invierno para utilizarla durante el verano.

### Clima
El Tiemblo tiene un clima mediterráneo Csa (templado con verano seco y caluroso) según la clasificación climática de Köppen.
| Parámetros climáticos promedio de El Tiemblo en el periodo 1961-1999 | Parámetros climáticos promedio de El Tiemblo en el periodo 1961-1999 | Parámetros climáticos promedio de El Tiemblo en el periodo 1961-1999 | Parámetros climáticos promedio de El Tiemblo en el periodo 1961-1999 | Parámetros climáticos promedio de El Tiemblo en el periodo 1961-1999 | Parámetros climáticos promedio de El Tiemblo en el periodo 1961-1999 | Parámetros climáticos promedio de El Tiemblo en el periodo 1961-1999 | Parámetros climáticos promedio de El Tiemblo en el periodo 1961-1999 | Parámetros climáticos promedio de El Tiemblo en el periodo 1961-1999 | Parámetros climáticos promedio de El Tiemblo en el periodo 1961-1999 | Parámetros climáticos promedio de El Tiemblo en el periodo 1961-1999 | Parámetros climáticos promedio de El Tiemblo en el periodo 1961-1999 | Parámetros climáticos promedio de El Tiemblo en el periodo 1961-1999 | Parámetros climáticos promedio de El Tiemblo en el periodo 1961-1999 |
| Mes | Ene.                                                                 | Feb.                                                                 | Mar.                                                                 | Abr.                                                                 | May.                                                                 | Jun.                                                                 | Jul.                                                                 | Ago.                                                                 | Sep.                                                                 | Oct.                                                                 | Nov.                                                                 | Dic.                                                                 | Anual                                                                |
| --- | -------------------------------------------------------------------- | -------------------------------------------------------------------- | -------------------------------------------------------------------- | -------------------------------------------------------------------- | -------------------------------------------------------------------- | -------------------------------------------------------------------- | -------------------------------------------------------------------- | -------------------------------------------------------------------- | -------------------------------------------------------------------- | -------------------------------------------------------------------- | -------------------------------------------------------------------- | -------------------------------------------------------------------- | -------------------------------------------------------------------- |
| Temp. media (°C) | 5.40                                                                 | 7.10                                                                 | 9.70                                                                 | 11.40                                                                | 15.20                                                                | 20.00                                                                | 23.90                                                                | 23.30                                                                | 19.40                                                                | 13.90                                                                | 8.80                                                                 | 6.20                                                                 | 13.70                                                                |
| Precipitación total (mm) | 70.00                                                                | 50.20                                                                | 38.30                                                                | 51.00                                                                | 47.00                                                                | 28.10                                                                | 12.20                                                                | 11.90                                                                | 29.40                                                                | 56.20                                                                | 86.50                                                                | 69.40                                                                | 550.10                                                               |
| Fuente: Ministerio de Agricultura, Alimentación y Medio Ambiente. Datos de precipitación para el periodo 1961-1999 y de temperatura para el periodo 1974-1999 en El Tiemblo 2 de octubre de 2012 |                                                                      |                                                                      |                                                                      |                                                                      |                                                                      |                                                                      |                                                                      |                                                                      |                                                                      |                                                                      |                                                                      |                                                                      |                                                                      |

## Historia
Edad Media

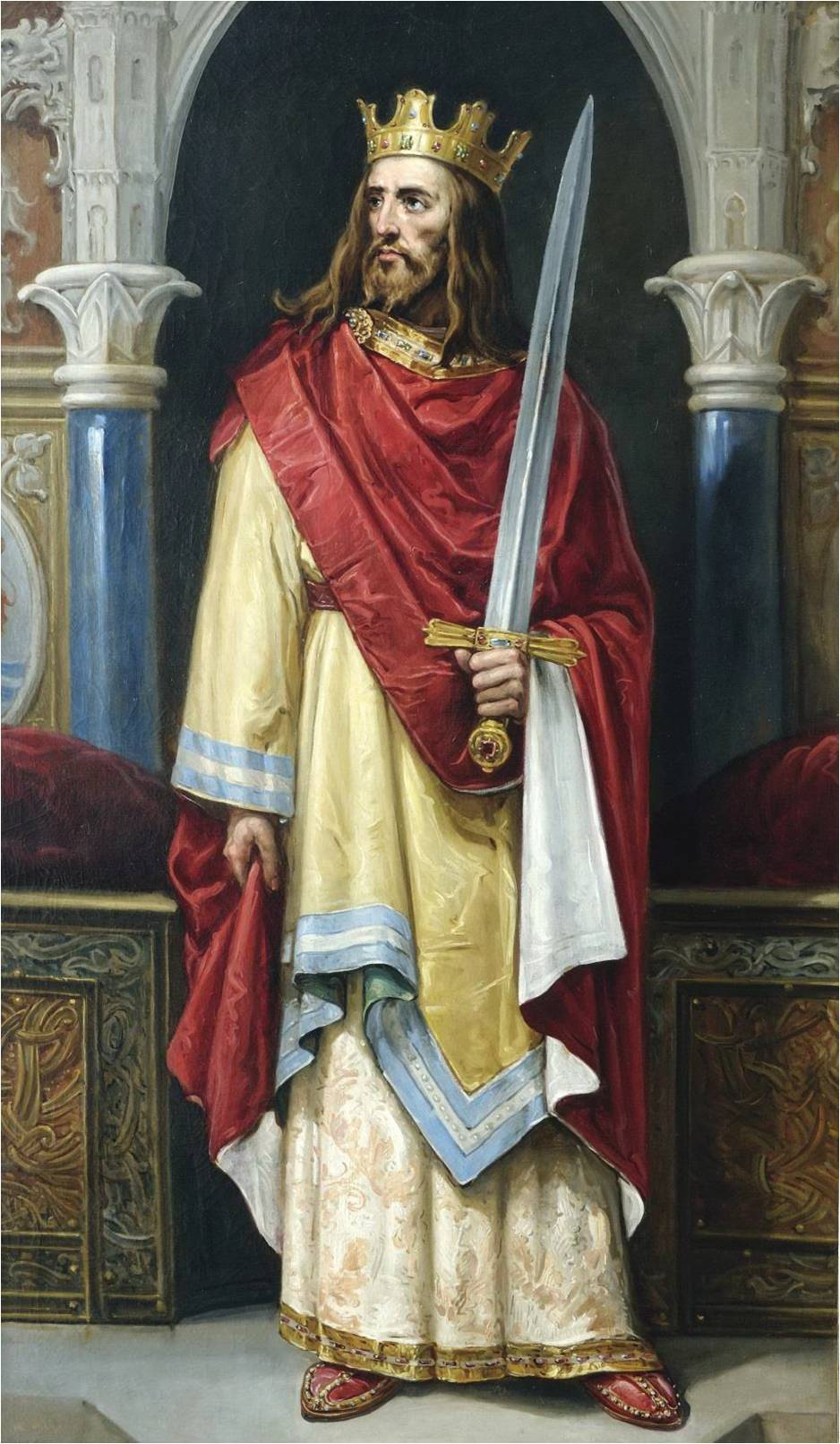
El monarca Juan II de Castilla otorgó a la localidad el privilegio de villa al segregarla del concejo de Ávila y entregársela a Álvaro de Luna

Aunque la conquista del territorio del valle del Alberche por los cristianos se inició en el siglo XI y la repoblación durante el siglo XII a partir de la conquista de Toledo en 1085, durante todo el siglo XII la zona fronteriza se mostró inestable y permeable a ataques musulmanes. Solamente a partir de comienzos del siglo XIII y de la batalla de Navas de Tolosa se consolidó verdaderamente el esfuerzo repoblador en la Transierra castellana. El valle del Alberche fue aprovechado junto con el del Tiétar por el concejo de Ávila para extenderse al sur del sistema central aprovechando sus montes y riqueza forestal.
A mediados del siglo XII aparecieron en el valle del Alberche varios monasterios alrededor de núcleos de población ya existentes. En 1193 el monarca Alfonso VIII fijó los límites entre la tierra de Ávila, la de Segovia y la de Valdeiglesias empleando el río Alberche como frontera, junto al Tiétar. En el Libro de la Montería de Alfonso XI se cita a la «sierra de Eruelas situada sobre Sancta María del Tiemblo como buen monte de oso». Hacia 1378 se fundó el monasterio de San Jerónimo de Guisando, en un territorio ya repoblado con anterioridad.
En el año 1445 Álvaro de Luna recibió de parte de Juan II la villa del Tiemblo, previo paso de la segregación de esta del concejo de Ávila el 2 de julio de 1445, obteniendo esta su privilegio de villazgo. En 1453, El Tiemblo, junto a Cebreros, regresó temporalmente a la jurisdicción de Ávila. En 1481 los Reyes Católicos dispusieron la transferencia del territorio de la sierra de Iruelas del concejo de El Tiemblo al de Ávila.
Edad Moderna
En 1626, en tiempos de Felipe IV la localidad fue de nuevo traspasada por Ávila a Enrique Dávila y Guzmán. Contaba por aquel entonces con aproximadamente 250 vecinos.
Edad Contemporánea
A mediados del siglo XIX, el lugar contaba con una población censada de 1363 habitantes. La localidad aparece descrita en el decimocuarto volumen del Diccionario geográfico-estadístico-histórico de España y sus posesiones de Ultramar de Pascual Madoz de la siguiente manera:

TIEMBLO (el): v. con ayunt. de la prov. y dióc. de Avila (7 leg.), part. jud. de Cebreros (1), aud. terr. do Madrid (14), c. g. de Castilla la Vieja (Valladolid 21). sit. en un valle desde cuyas inmediacioiies por la parte de O. empieza á elevarse un gran cerro llamado Cabeza de la Parra; la combaten con mas frecuencia los vientos N. y S. y su clima es algun tanto templado, padeciéndose por lo común gastroenteritis é intermitentes. Tiene 310 casas; la de ayunt.; cárcel; escuela de primeras letras comun á ambos sexos, dotada con 1,750 rs.; varios pozos de buenas aguas y una igl. parr. (Ntra. Sra. de la Asuncion) con curato de primer ascenso y de provision ordinaria; ademas del párroco hay un beneficiado simple servidero, vacante en la actualidad, que tiene en economato un secularizado: en los afueras de la pobl. se encuentra una ermita (San Antonio de Padua), con culto público á espensas de los fieles; el cementerio, que no ofende la salud pública, y 4 fuentes de buenas aguas, de las cuales y de las de los referidos pozos se utilizan los vec. para sus usos y el de los ganados. Confina el térm. N. Cebreros y Berraco; E. San Martin de Valdeiglesias; S. Casillas y Cadalso, y O. con baldíos de la universidad y tierra de Avila, en los que tienen trecho los vec. ganaderos de este pueblo, para poder pastar con sus ganados libremente y sin ninguna retribucion, á no ser que tengan que hacer noche dentro de dichos baldíos: se estiende 2 leg. poco mas ó menos de N. á S. y una de E. á O., y comprende el conv. suprimido de San Gerónimo de Guisando (V.); bastante monte pinar, roble y castaño; algún viñedo en el cerro la Cabeza y una huerta de 1/2 leg. de long. y de poca lat., que los naturales dedican á la siembra y plantacion de melones, sandias y frutas: le atraviesa el r. Alberche, pasando á 1/8 leg. del pueblo, cuyas aguas dan movimiento á las ruedas de 2 molinos harineros: el terreno es montuoso y de inferior calidad. caminos: los que dirigen á los pueblos limítrofes en mal estado la mayor parte: el correo se recibe en la estafeta de San Martin de Valdeiglesias por balijero, que paga el ayunt. prod.: trigo, cebada, centeno, algarrobas, garbanzos, vino, lino, algo de frutas y legumbres: mantiene ganado lanar, vacuno, cabrio y de cerda; cria caza de conejos, perdices, corzas y jabalíes, y pesca de barbos con alguna trucha y anguila. ind.: la agrícola, 3 molinos harineros y escasa arrieria. pobl.: 348 vec., 1,363 almas. cap. prod.: 4.068,175 rs. imp.: 162,727. ind.: 18,450. contr.: 25,982 rs 33 mrs.
(Madoz, 1849, pp. 755-756)

## Demografía
El Tiemblo cuenta con una población de 4526 habitantes (INE 2024).
| Gráfica de evolución demográfica de El Tiemblo entre 1842 y 2021                                                      |
| |
| Población de derecho según los censos de población del INE. Población de hecho según los censos de población del INE. |

Además de la localidad de El Tiemblo, en el municipio hay otros núcleos de población: La Atalaya, Cerro Guisando, Piquer, Poblado de Burguillo y Puente Nuevo. De la población censada en el año 2006, 1982 eran mujeres y 2089 eran hombres.

## Patrimonio
- Toros de Guisando

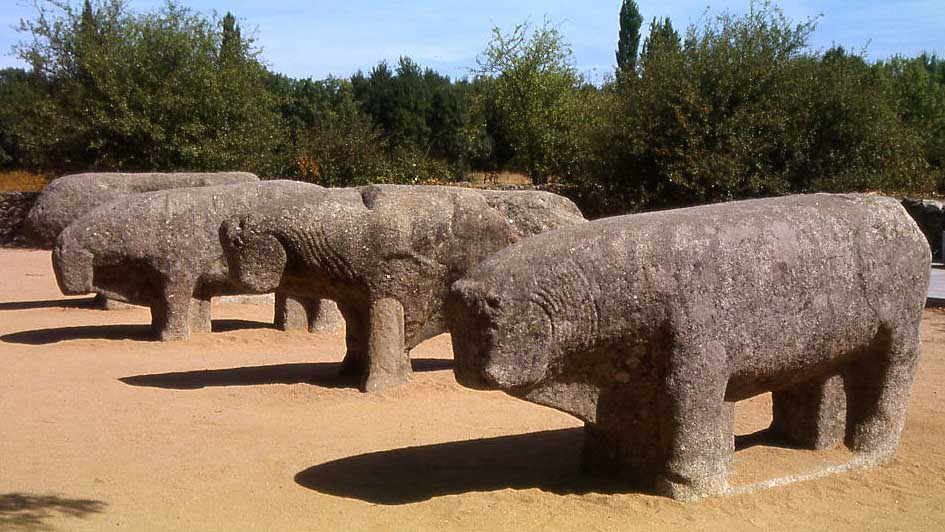
Vista de los cuatro toros de Guisando

En el término municipal se encuentra el famoso conjunto escultórico de los Toros de Guisando. Se trata de un conjunto de cuatro esculturas zoomorfas de la Edad del Hierro de origen vetón.
- Monasterio de los Jerónimos

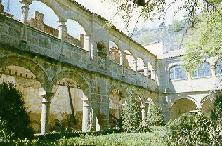
Monasterio de los Jerónimos.

Próximo a las cuatro esculturas vetonas se halla el monasterio de los Jerónimos o monasterio del Cerro de Guisando, construido en el siglo XIV. Este monasterio sufrió un importante incendio en 1979, encontrándose en la actualidad en ruinas, motivo por el cual ha sido incluido en la Lista roja de patrimonio en peligro de la asociación para la defensa del patrimonio Hispania Nostra.
- Iglesia parroquial de Nuestra Señora de la AsunciónIglesia parroquial de Nuestra Señora de la Asunción

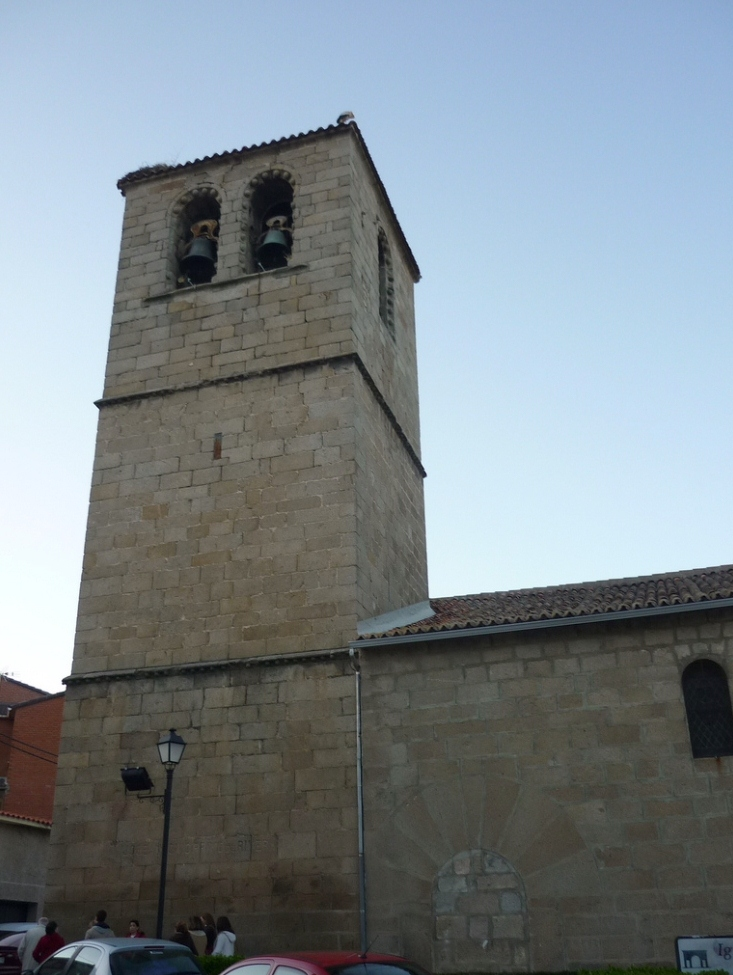
Iglesia parroquial de Nuestra Señora de la Asunción

La torre de la iglesia parroquial de Nuestra Señora de la Asunción fue construida en el siglo XV. Las figuras escultóricas del interior de la iglesia datan de los siglos XV y XVI.
- Ermita de San Antonio

También es destacable la ermita de San Antonio, patrón de la población, muy famosa al ser visitada por gentes de otros lugares, sobre todo de Toledo. Esta costumbre continúa manteniéndose en la actualidad, así como el ser el lugar elegido para celebrar muchos matrimonios.
- Edificio del AyuntamientoCasa consistorial

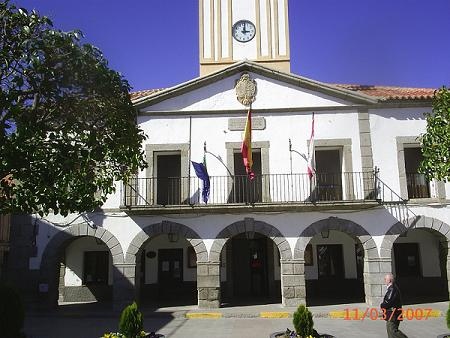
Casa consistorial

La casa consistorial es de estilo neoclásico construido en el siglo XVIII. En la placa que aparece en su frontal se indica «Reinando Carlos III, se hizo esta obra a costa de los propios de esta Villa. Año 1773». Fue restaurado en el año 2000.

## Cultura

### La Banda de Música
El Tiemblo tiene una gran tradición musical, la primera banda de música recordada de la localidad data de 1906.[cita requerida]
En abril de 2006, con motivo de su centenario, se celebró en la localidad la Concentración de Bandas de Castilla y León, que reunió a más de 1500 músicos y treinta bandas.
Aunque ha sufrido altibajos en la actualidad es muy numerosa. Una de sus últimas actuaciones más importantes, fue la llevada a cabo en el Cuartel General del Ejército Español en Madrid en el día de la Hispanidad.
Durante los meses de verano son tradicionales los conciertos nocturnos que da los miércoles y los viernes en la plaza de España, frente al Ayuntamiento de El Tiemblo.

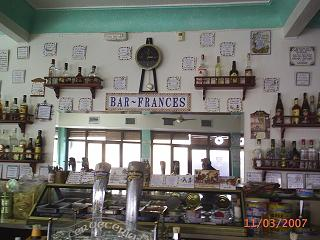
Bar Francés

### Deportes
El primer fin de semana del mes de agosto se celebra desde el año 1993, el clásico torneo de baloncesto 3PA3. El más antiguo de España en este formato y que cuenta con una gran participación de alto nivel.

### Carnavales
Esta es una de las fiestas más populares y queridas en El Tiemblo. Comienza el sábado de Carnaval, siguiendo el domingo, lunes, martes y termina el miércoles con el Entierro de la Sardina. El siguiente domingo se celebra con un desfile el Domingo de Piñata.
Cada día está dedicado a un motivo diferente: carrozas, comparsas, trajes regionales, parejas, etc. tanto en su vertiente adulta como infantil.
Es tradicional que durante los desfiles de Carnaval que se celebran cada día, en los soportales del Ayuntamiento se reparta "limonada" (similar a la sangría), vinos de la tierra y dulces típicos: sequillos y mantecados.

### La Empanada
Es la romería que se celebra el lunes de Pascua, el siguiente a la Semana Santa. El lugar de celebración actual es el paraje denominado San Gregorio, en el camino que sube a la zona de El Castañar de El Tiemblo. Esto es así desde los años 1970, cuando se cambió su lugar original de celebración, desde la Edad Media, que era en el monasterio de los Jerónimos y los Toros de Guisando.
Comienza por la mañana hasta que anochece y es tradicional comer e incluso cenar antes de abandonar el lugar. Es una de las celebraciones más multitudinarias de la villa. 
El día 1 de mayo en este lugar también se celebra de igual forma la Fiesta del Trabajo y quien quiera puede degustar las llamadas "patatas del cura". Se permite la acampada nocturna en la noche del 30 de abril, acampada que cada año cuenta con más participantes.

### Fiestas patronales
Estas fiestas están dedicadas al patrón de la villa San Antonio de Padua y se celebran los días 12, 13, 14 y 15 de junio con gran participación de las numerosas peñas del lugar.
Son típicos los fuegos artificiales, las verbenas, las corridas de toros, así como todo tipo de actividades deportivas, culturales, etc.
Existe la costumbre típica de sacar a San Antonio en procesión cubierto de pequeños racimos de cerezas y subir a los niños pequeños a las andas para que cojan esos racimos.

### Ferias
Se solían celebrar el 12, 13 y 14 de septiembre, aunque cada vez se amplían más los días de fiesta, y tienen su origen en una Feria de ganado, si bien en la actualidad se han convertido en unas fiestas similares a las Fiestas patronales con las que se da por terminado el verano.
Lo más típico es la gran afluencia de toledanos durante la procesión del día en la que se saca a San Antonio de Padua, así como las tradicionales verbenas y corridas de toros.
Las peñas también tienen una importante participación.

### La Calbotada
La noche del día 1 de noviembre, día de todos los santos, es tradicional que familia y amigos se reúnan para tomar castañas asadas en la lumbre y chocolate con churros.

## Hermanamientos
- Monforte del Cid (España): municipio de la Comunidad Valenciana, en la provincia de Alicante, que comparte con El Tiemblo la peculiaridad de haberse hallado en su término una importante colección de esculturas ibéricas, hermanada con El Tiemblo desde 2007.[17]
- Moncoutant (Francia): comuna en la región de Poitou-Charentes, departamento de Deux-Sèvres en el distrito de Parthenay y cantón de Moncoutant, hermanada con El Tiemblo desde 1994.[18][19]